# Relax-GAM
El Relax-GAM (codi UCI: REG) va ser un equip de ciclisme en ruta professional espanyol. Fundat el 1984 sota el patrocini de l'empresa Dormilón, es va dissoldre al final de 2007.

## Història
Va néixer el 1984 gràcies al patrocini de Dormilón, empresa fabricant de matalassos Fuenlabrada. El nou equip inicialment va pujar amb dotze ciclistes, en gran part neoprofessionals. El director esportiu era Maximino Pérez, que romandrà al capdavant de l'equip durant 14 temporades. En 1986 va ser contractat el belga Lucien Van Impe, però aquests primers anys no són especialment rics en victòries.
El 1988, el Seur, empresa de transport, va començar a patrocinar l'equip. Dos anys després que l'equip obté el major èxit de la seva història, amb la inesperada victòria a la Volta a Espanya de 1990 per part de l'italià Marco Giovannetti. Mentrestant, comença a obtenir destacades victòries, especialment a Espanya. El 1991, la direcció esportiva passa a José Antonio González Linares. En aquest mateix any es fitxa els diversos corredors exsoviètics incloent Piotr Ugriúmov i Viktor Klimov.
Al final de la temporada 1992 Seur deixa el patrocini i la propietat passa a Unipublic, entitat organitzadora de la Volta a Espanya. L'equip és reanomenat Deportpublic. A mitjans de la temporada de 1994, Caves Castellblanch es converteix en el nou patrocinador, seguit el 1996 pel MX Onda. Als tres anys següents són les localitats d'Estepona i Fuenlabrada, amb el suport d'empreses més petites, qui sufraguen les despeses de l'equip.
De 2000 a 2007, el principal patrocinador és l'empresa de matalassos Relax. El 2004, l'equip, després de diversos anys a la Segona Divisió, puja la primera divisió els equips esportius professionals, i el 2005, amb el naixement de l'UCI ProTour, va ser admès en el calendari de l'UCI Europa Tour com a equip continental professional.
A finals, la marxa dels patrocinadors va fer que l'equip no pogués continuar per la següent temporada.

## Principals victòries

### Grans voltes
| - Tour de França - 1 participació (1990) - 0 victòries d'etapa: - 0 victòria final | - Giro d'Itàlia - 6 participacions: (1989, 1990, 1991, 1992, 1995, 1996) - 0 victòries d'etapa: - 0 victòria final | - Volta a Espanya - 24 participacions (1984, 1985, 1986, 1987, 1988, 1989, 1990, 1991, 1992, 1993, 1994, 1995, 1996, 1997, 1998, 1999, 2000, 2001, 2002, 2003, 2004, 2005, 2006, 2007) - 7 victòries d'etapa: - 1 el 1988: Francisco Navarro - 1 el 1989: Joaquín Hernández - 1 el 1991: Ivan Ivanov - 3 el 1995: Marcel Wüst (3) - 1 el 1997: Eleuterio Anguita - 1 victòria final: - 1990: Marco Giovannetti |

### Campionats nacionals
- Campionat de Bèlgica en contrarellotge (1): 2004 (Bert Roesems)
- Campionat de Sud-àfrica en contrarellotge (1): 2006 (David George)
- Campionat d'Alemanya en contrarellotge (1): 1998 (Uwe Peschel)

## Classificacions UCI
Fins al 1998 els equips ciclistes es trobaven classificats dins l'UCI en una única categoria. El 1999 la classificació UCI per equips es dividí entre GSI, GSII i GSIII. D'acord amb aquesta classificació els Grups Esportius I són la primera categoria dels equips ciclistes professionals. La següent classificació estableix la posició de l'equip en finalitzar la temporada.
| Temporada | Classificació per equips | Millor ciclista en la classificació individual |
| --------- | ------------------------ | ---------------------------------------------- |
| 1995      | 27è                      | Marcel Wust (88è)                              |
| 1996      | 34è                      | Marcel Wust (117è)                             |
| 1997      | 24è                      | Daniel Clavero (47è)                           |
| 1998      | 37è                      | Uwe Peschel (162è)                             |
| 1999      | 22è (GSII)               | Juan Carlos Vicario (463è)                     |
| 2000      | 20è (GSII)               | Martín Garrido (344è)                          |
| 2001      | 14è (GSII)               | Joan Antoni Flecha (110è)                      |
| 2002      | 8è (GSII)                | Benjamín Noval (220è)                          |
| 2003      | 6è (GSII)                | Josep Jufré (104è)                             |
| 2004      | 24è                      | Bert Roesems (111è)                            |

A partir del 2005, l'equip no forma part dels 20 equips ProTour i és classificat a l'UCI Europa Tour com a equip continental professional. La taula presenta les classificacions de l'equip al circuit, així com el millor ciclista individual.
UCI Europa Tour
| Temporada | Classificació per equips | Millor ciclista en la classificació individual |
| --------- | ------------------------ | ---------------------------------------------- |
| 2005      | 32è                      | Daniel Moreno (100è)                           |
| 2006      | 49è                      | Daniel Moreno (23è)                            |
| 2007      | 9è                       | Óscar Sevilla (22è)                            |

UCI Àfica Tour
| Temporada | Classificació per equips | Millor ciclista en la classificació individual |
| --------- | ------------------------ | ---------------------------------------------- |
| 2006      | 3r                       | David George (7è)                              |

UCI Àsia Tour
| Temporada | Classificació per equips | Millor ciclista en la classificació individual |
| --------- | ------------------------ | ---------------------------------------------- |
| 2006      | 3r                       | David George (7è)                              |
| 2007      | 9è                       | Francisco Mancebo (38è)                        |

UCI Amèrica Tour
| Temporada | Classificació per equips | Millor ciclista en la classificació individual |
| --------- | ------------------------ | ---------------------------------------------- |
| 2007      | 21è                      | Francisco Mancebo (113è)                       |